# Samuel Landtmanson
Carl Anders Samuel Landtmanson, född 10 juli 1876 i Skara, död 11 juli 1953 i Uppsala, var en svensk språkforskare. Han var brorson till Isak Sven Landtmanson och dotterson till Anders Fredrik Sondén.
Landtmanson blev filosofie kandidat vid Uppsala universitet 1899, filosofie licentiat 1904 och filosofie doktor 1905. Han blev adjunkt vid högre allmänna läroverket i Västerås 1909, lektor 1912, och var dess rektor 1925–41. Han var tillika bibliotekarie vid läroverkets bibliotek från 1912 samt som lektor självskriven ledamot av domkapitlet från 1913. Han företog en studieresa till Tyskland 1905. Utöver nedanstående skrifter författade han uppsatser i kulturhistoriska, språkliga och pedagogiska ämnen. Hans språkliga, folkloristiska, kulturhistoriska och musikaliska uppteckningar är deponerade i Dialekt‐ och folkminnesarkivet i Uppsala.
Efter Johan Götlinds död utgav Landtmanson del 3 och del 4 av Götlinds storverk Västergötlands folkmål.. Vid Götlinds död förelåg endast excerpter och korta kommentarer för utarbetandet av del 3. Del 4 har helt utarbetats av Landtmanson.
Landtmanson tillhörde en gammal västgötsk kultursläkt och var son till lektor Carl Johan Gustaf Landtmanson och Elin Sondén. Han var gift med Ingeborg Lundblad.